# Pietro da Ravenna

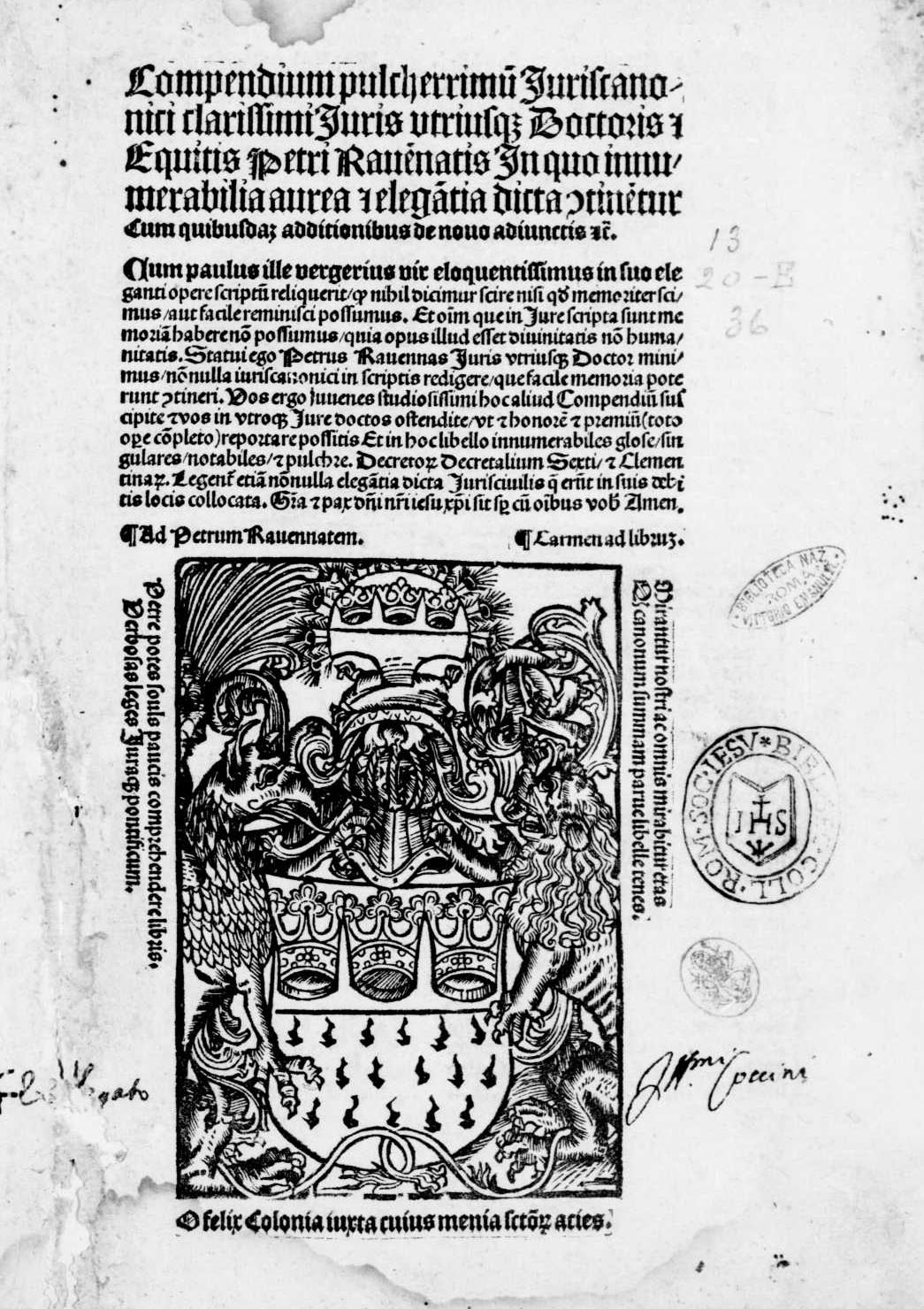
Compendium juris civilis & Canonici, 1507

Pietro Tomai, più noto come Pietro da Ravenna o Pietro Ravennate e latinizzato come Petrus Ravennas (Ravenna, 1448 circa – Magonza, 1508), è stato un giurista italiano che insegnò nelle università di Padova, di Greifswald, di Wittenberg e di Colonia.

## Biografia
Pietro da Ravenna si fece notare all'Università di Padova in quanto, come allievo di Alessandro da Imola, era in grado di ripetere a memoria l'intera cognizione del diritto di quei tempi. A soli vent'anni ottenne l'incarico di lettore. All'età di 24 anni fu promosso dottore in utroque iure. Pietro suscitava lo stupore dei coetanei per la sua prodigiosa memoria. Ad esempio, si vantava di aver archiviato nella sua mente, sotto la lettera A, fonti sui seguenti argomenti: «de alimentis, de alienatione, de absentia, de arbitris, de appellationibus, et de similibus quae iure nostro habentur incipientibus in dicta lettera A (”Sulle provviste, sull'alienazione delle proprietà, sull'assenza, sui giudici, sugli appelli e su altre materie consimili che nel nostro codice iniziano con la lettera A”).
Nel 1477 si recò presso l'Università di Pisa ed alla fine del 1479 ritornò a Padova come professore di Diritto canonico. Nel 1491 pubblicò un libro sulla tecnica di apprendimento dal titolo: Phoenix, sive artificiosa memoria ("La Fenice, ovvero la memoria artificiale").
Nel 1497 il duca Boghislao X di Pomerania lo condusse a Greifswald allo scopo di dotare la locale Università, da lui fondata, di un prestigioso nome italiano. Dal 1498 al 1501 Pietro ricoprì la carica di Rettore. Tornato in Italia, dopo poco tempo ottenne una chiamata ad un prestigioso incarico da parte del principe elettore Federico I di Sassonia, che aveva fondato un nuovo ateneo, l'Università di Wittenberg.
Il 3 maggio 1503 Pietro tenne la sua prima lezione a Wittenberg su Il potere dei papi e degl'imperatori. In particolare, egli sostenne il diritto dell'imperatore a fondare Università, cosa che il Principe elettore aveva già fatto per la prima volta con la scuola superiore di Wittenberg.
Pietro da Ravenna lasciò Wittenberg nell'estate del 1506 a causa di un'epidemia di peste e divenne professore di diritto presso l'antica e prestigiosa Università di Colonia (fondata nel 1388). Qui divenne famosa la sua controversia con Jakob van Hoogstraten, nella quale egli stigmatizzava la prassi, in uso da parte delle autorità tedesche, di lasciare le salme dei condannati a morte esposte sulle forche: secondo lui ciò andava contro le leggi naturali e divine. A causa di quella disputa, che per lui fu anche una sconfitta letteraria, Pietro lasciò l'incarico di professore a Colonia e si trasferì all'Università di Magonza, ove poco dopo morì.

## Lascito culturale
L'opera Phoenix, sive artificiosa memoria ("La Fenice, ovvero la memoria artificiale") offrì per la prima volta ad un vasto pubblico un metodo efficace per allenare la memoria. Sfidando i benpensanti dell'epoca, Pietro nel libro rivelò «un segreto che ho a lungo taciuto per pudore: se desideri ricordare presto, colloca nei loci vergini purissime; la memoria è infatti eccitata dalla collocazione delle fanciulle».

Dopo la sua prima comparsa a Venezia il 10 gennaio 1491, il libro venne tradotto in numerose lingue, comparendo nel 1500 ad Erfurt e nel 1508 a Colonia: nel linguaggio odierno, si potrebbe parlare di un best seller internazionale.
Nel 1491 la Repubblica di Venezia concesse a Pietro da Ravenna e a un editore di sua scelta, il privilegio dell'esclusiva di stampa del suo libro Phoenix. Tale privilegio può essere considerato il primo esempio conosciuto di copyright.
I testi di Pietro da Ravenna, in particolare quelli sull'arte della memoria, furono letti e apprezzati da Giordano Bruno, da cui prese spunto per sviluppare uno dei suoi maggiori interessi, quello delle mnemotecniche.

## Opere
- Phoenix, sive artificiosa memoria, Bernadinus de Choris, Venezia 1491; 1500 Erfurt, 1508 Colonia.
- De immunitate ecclesiae, Colonia 1503.
- Liberum sermonum, quos festis diebus auditoribus juris pronununciavit, Hermann Trebel, Wittenberg 1505.
- (LA) Compendium juris civilis & Canonici, Colonia, Hermann Bungart von Kettwig, 1507.
- Alphabetum aureum utriusque juris, Colonia 1508.
- Compendium in consvetudines feudorum, Colonia 1567.
- Phoenicem sive ad memoriam comparandam introductionem, Colonia 1608.
- De corpore suspensi in patibulo an remanere dabeat.

## Manoscritti
- Lecturae, XV secolo, Verona, Biblioteca Comunale di Verona, Fondo manoscritti, ms. 91.6 (663).